# بودكويكوفو (روسيا)
بودكويكوفو ((بالروسية: Подкуйково)‏) هو مستوطنة ريفية (أ سيلو) في مستوطنة أوسيتشكوفسكوي الريفية, منطقة رودنيانسكي، فولغوغراد أوبلاست, روسيا. كان عدد السكان 347 اعتبارا من عام 2010. هناك 5 من الشوارع.

## الجغرافيا
يقع بودكويكوفو في السهوب على سهل خوبيورسكو-بوزولوكسكايا، على بعد 10 كم شمال رودنيا (المركز الإداري للمنطقة) عن طريق البر. بارانيكوفو تعتبر هي أقرب منطقة ريفية.